# Diocesi di Lucena
La diocesi di Lucena (in latino Dioecesis Lucenensis) è una sede della Chiesa cattolica nelle Filippine suffraganea dell'arcidiocesi di Lipa. Nel 2023 contava 939.506 battezzati su 1.055.544 abitanti. È retta dal vescovo Mel Rey Mingoa Uy.

## Territorio

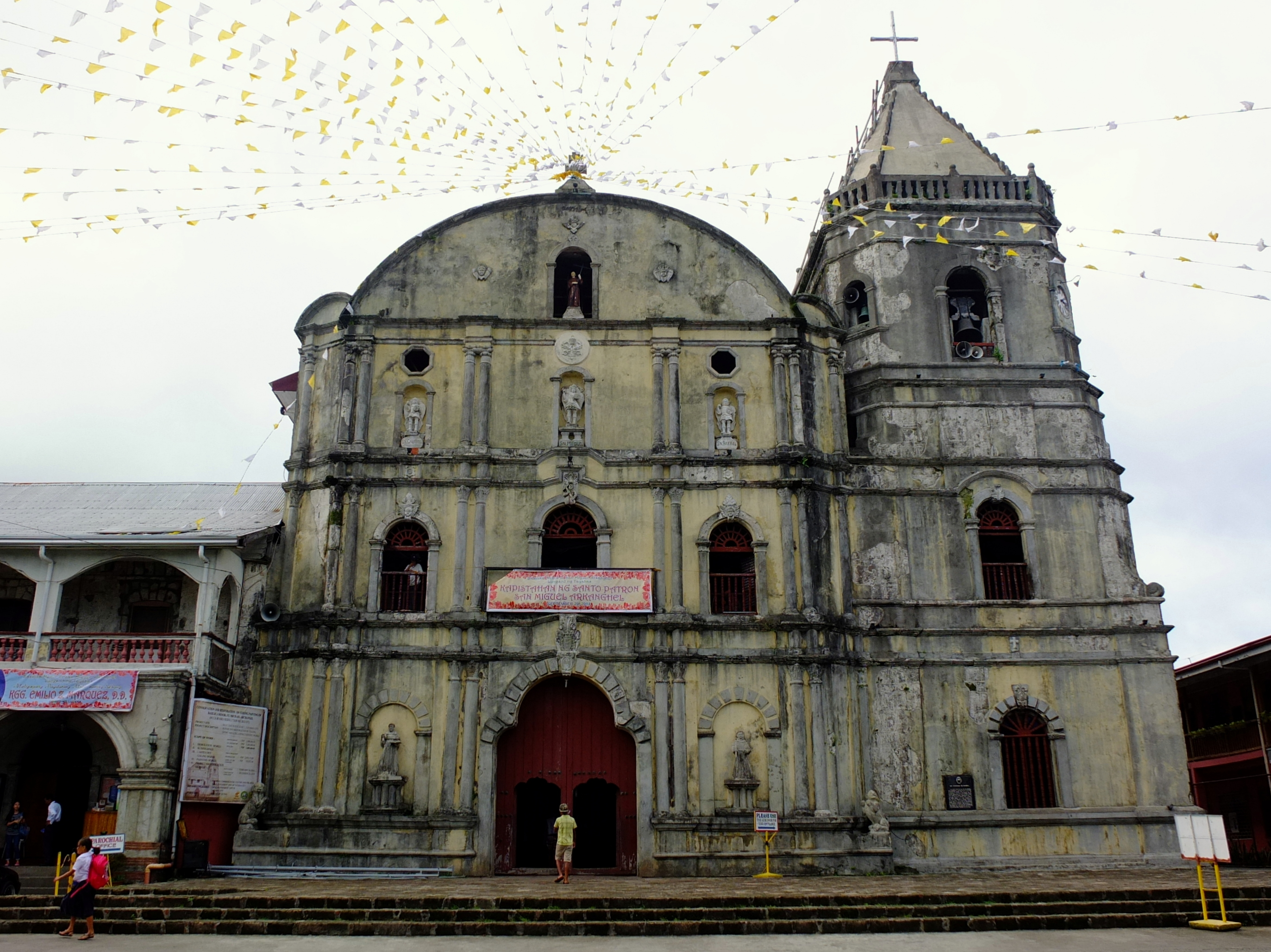
La basilica minore di San Michele arcangelo di Tayabas.

La diocesi comprende la parte centro-occidentale della provincia filippina di Quezon sull'isola di Luzon.
Sede vescovile è la città di Lucena, dove si trova la cattedrale di San Ferdinando. A Tayabas sorge la basilica minore di San Michele arcangelo.
Il territorio si estende su 2.335 km² ed è suddiviso in 42 parrocchie.

## Storia
La diocesi è stata eretta il 28 marzo 1950 con la bolla Quo aeternae di papa Pio XII, ricavandone il territorio dalla diocesi di Lipa (oggi arcidiocesi).
Originariamente suffraganea dell'arcidiocesi di Manila, il 20 giugno 1972 è entrata a far parte della provincia ecclesiastica dell'arcidiocesi di Lipa.
Il 2 aprile 1977 e il 9 aprile 1984 ha ceduto porzioni del suo territorio a vantaggio dell'erezione rispettivamente delle diocesi di Boac e di Gumaca.

## Cronotassi dei vescovi
Si omettono i periodi di sede vacante non superiori ai 2 anni o non storicamente accertati.
- Sede vacante (1950-1969)

- Alfredo Maria Obviar y Aranda[1] † (21 giugno 1969 - 25 settembre 1976 ritirato)
- José Tomás Sánchez † (25 settembre 1976 succeduto - 12 gennaio 1982 nominato arcivescovo di Nueva Segovia)
- Ruben Tolentino Profugo † (15 maggio 1982 - 13 settembre 2003 dimesso)
- Emilio Zurbano Marquez (13 settembre 2003 succeduto - 29 luglio 2017 ritirato)
- Mel Rey Mingoa Uy, dal 29 luglio 2017

## Statistiche
La diocesi nel 2023 su una popolazione di 1.055.544 persone contava 939.506 battezzati, corrispondenti all'89,0% del totale.
| anno | popolazione | popolazione | popolazione | presbiteri | presbiteri | presbiteri | presbiteri                | diaconi | religiosi | religiosi | parrocchie |
| anno | battezzati  | totale      | %           | numero     | secolari   | regolari   | battezzati per presbitero | diaconi | uomini    | donne     | parrocchie |
| ---- | ----------- | ----------- | ----------- | ---------- | ---------- | ---------- | ------------------------- | ------- | --------- | --------- | ---------- |
| 1950 | 500.000     | 502.500     | 99,5        | 44         | 44         |            | 11.363                    |         |           |           | 33         |
| 1970 | ?           | 941.847     | ?           | 92         | 92         |            | ?                         |         |           | 207       | 58         |
| 1980 | 923.175     | 982.101     | 94,0        | 90         | 90         |            | 10.257                    |         |           | 161       | 49         |
| 1990 | 646.643     | 673.000     | 96,1        | 53         | 53         |            | 12.200                    |         |           | 187       | 31         |
| 1999 | 818.425     | 889.562     | 92,0        | 79         | 78         | 1          | 10.359                    |         | 1         | 185       | 31         |
| 2000 | 832.007     | 948.633     | 87,7        | 77         | 76         | 1          | 10.805                    |         | 1         | 311       | 31         |
| 2001 | 780.875     | 867.639     | 90,0        | 77         | 76         | 1          | 10.141                    |         | 1         | 169       | 32         |
| 2002 | 795.364     | 893.668     | 89,0        | 108        | 107        | 1          | 7.364                     |         | 10        | 196       | 32         |
| 2003 | 809.282     | 920.478     | 87,9        | 86         | 84         | 2          | 9.410                     |         | 2         | 206       | 32         |
| 2004 | 834.322     | 948.093     | 88,0        | 93         | 91         | 2          | 8.971                     |         | 5         | 161       | 32         |
| 2013 | 1.001.000   | 1.138.000   | 88,0        | 101        | 98         | 3          | 9.910                     |         | 8         | 200       | 36         |
| 2016 | 959.754     | 1.112.592   | 86,3        | 106        | 106        |            | 9.054                     |         | 5         | 197       | 38         |
| 2019 | 987.412     | 1.146.302   | 86,1        | 111        | 111        |            | 8.895                     |         | 25        | 188       | 41         |
| 2021 | 1.007.258   | 1.169.342   | 86,1        | 108        | 108        |            | 9.326                     | 3       | 11        | 177       | 41         |
| 2023 | 939.506     | 1.055.544   | 89,0        | 112        | 112        |            | 8.388                     | 3       | 15        | 354       | 42         |